# Scalinata di Santa Maria del Monte
La Scalinata di Santa Maria del Monte (in siciliano A Scala dâ Matrìci)  è un'opera civile posta nel comune di Caltagirone. 
Fu costruita nel 1606 al fine di collegare la parte antica di Caltagirone alla nuova città costruita nella parte alta. La scalinata, lunga oltre 130 metri, è fiancheggiata da edifici balconati ed è oggi uno dei monumenti identificativi della città, a tal punto da esserne un suo emblema al di fuori.

## Storia e descrizione

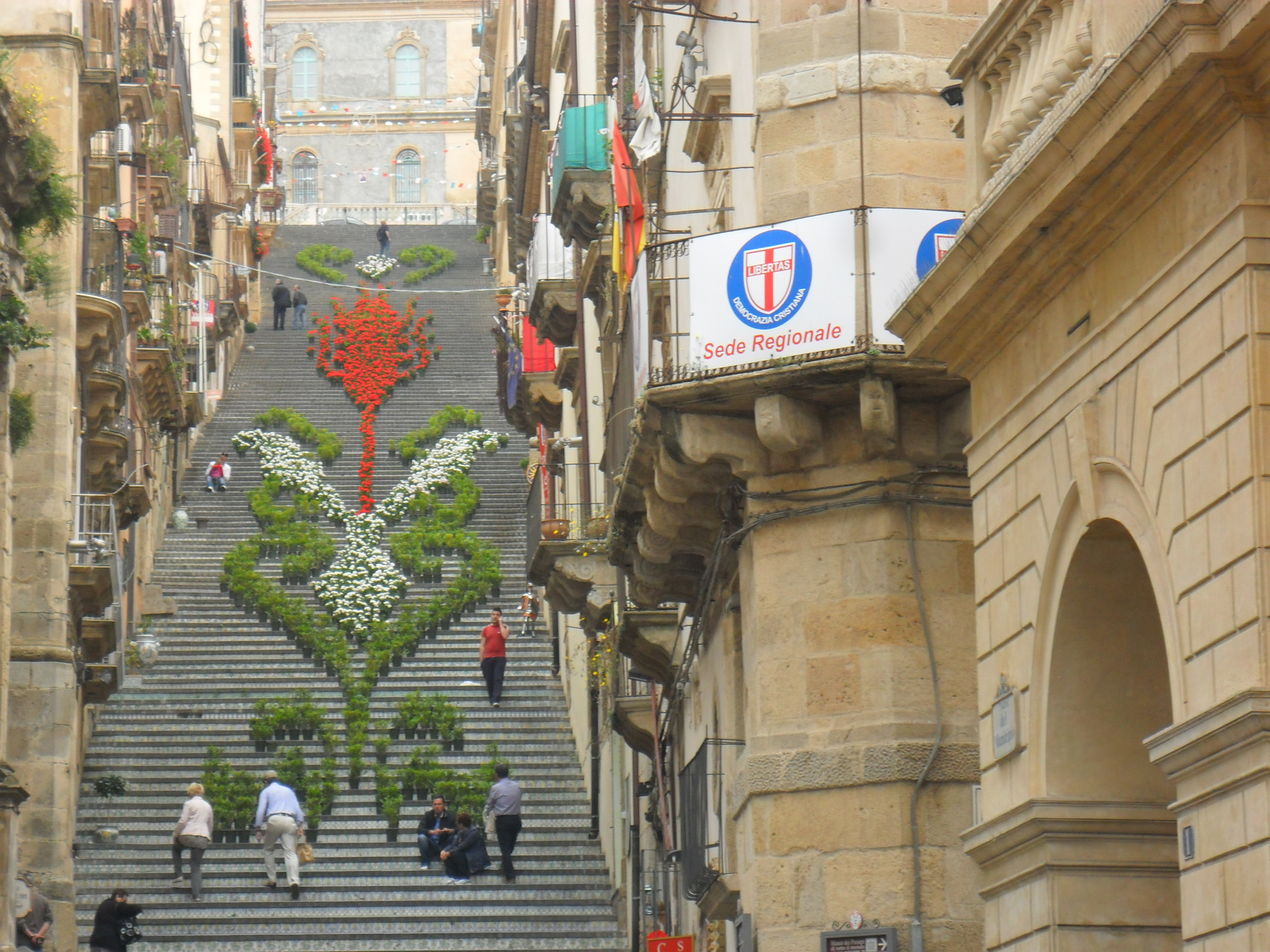
Scalinata decorata nel giorno 21 maggio 2011.

Era stata originariamente costruita a sbalzi che ne interrompevano la pendenza da maestranze gaginesche coordinate dal capomastro regio Giuseppe Giacalone. 
Nel 1844 furono unificate le varie rampe, su progetto dell'architetto Salvatore Marino. Nacquero così i 142 gradini della scalinata di Santa Maria del Monte, che dal 1954 è interamente decorata, nelle alzate dei gradini, con mattonelle di ceramica policroma prodotte dalla Maioliche Artigianali Caltagironesi. In ogni alzata di gradino è stato applicato un rivestimento di maiolica policroma, dello stesso tipo di quella che, nei secoli, ha reso famosa la città. I temi figurativi, floreali o geometrici, rappresentano nella serie di blocchi lo stile arabo, normanno, svevo, angioino - aragonese, chiaramontano, spagnolo, rinascimentale, barocco, settecentesco, ottocentesco, contemporaneo.  
Le maioliche sono decorate con motivi isolani che vanno dal X al XX secolo, raccolti e adattati - si legge a piè di scala - da Antonino Ragona. L'effetto è mirabile e il colpo d'occhio davvero spettacolare.

La scala dei 142 gradini è annualmente illuminata il 24 ed il 25 luglio (per la festa di San Giacomo, patrono della città), da migliaia di lumini a fiammella viva. Poiché in questa occasione è interrotta ogni forma di illuminazione elettrica, il risultato visivo che ne deriva è una sorta di colata lavica, un fiume di fuoco che nella sua palpitante luminosità disegna eleganti figure decorative, frutto dell'abilità di un capomastro, agli ordini del quale lavorano diverse decine di addetti alla sistemazione delle lucerne. A formare il singolare arazzo di fuoco è un insieme di quattromila lanternine dette lumera.

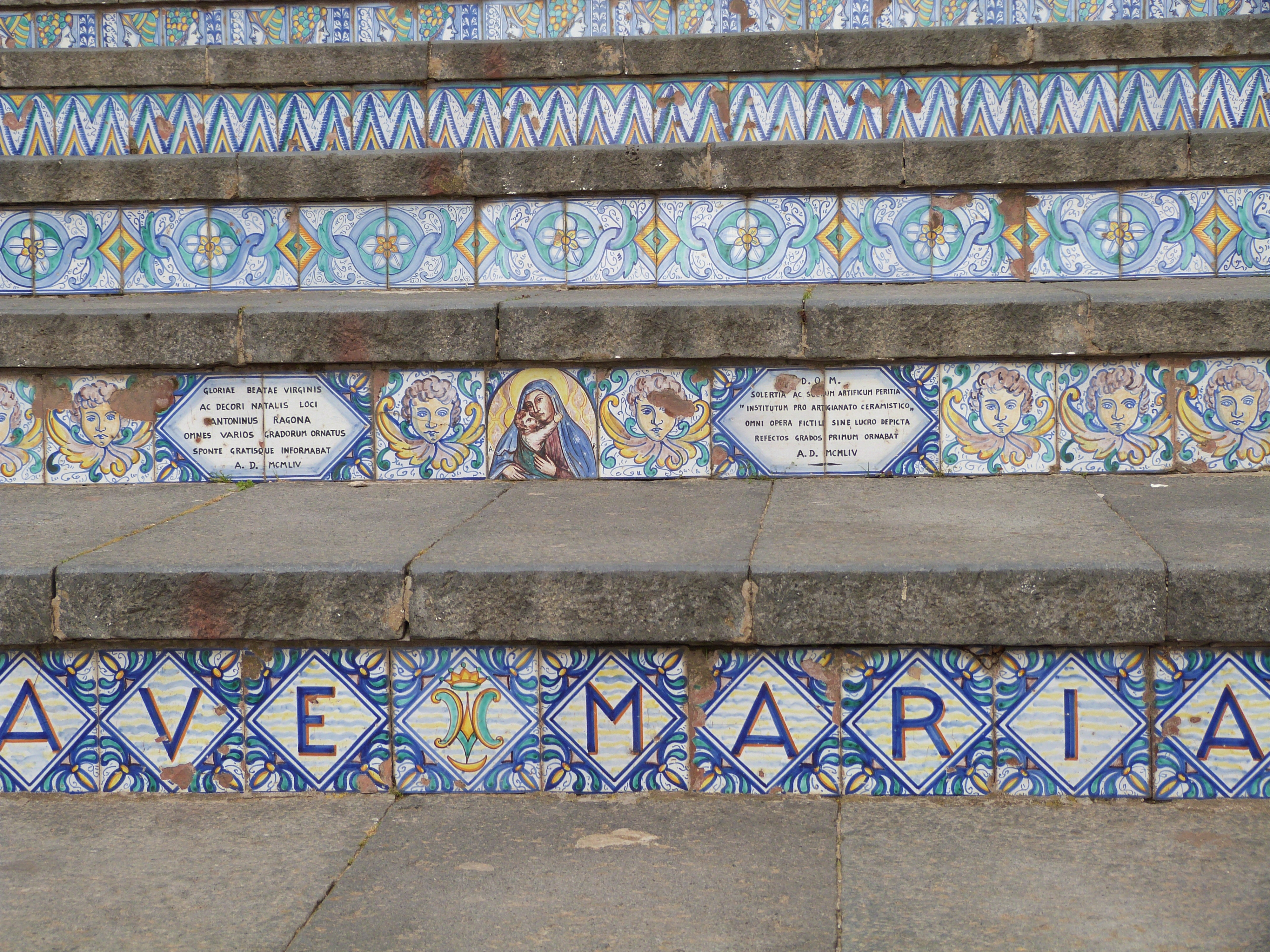
Dettaglio di piastrelle ceramiche con raffigurazione devote alla Madonna di Conadomini

L'illuminazione della scala ha storia antica. Il primo ad aver pensato, verso la fine del 1700, ad un disegno luminoso, fu l'architetto Bonaiuto. Ma si deve ad un frate, Benedetto Papale, la scenografia della scala illuminata. Per quarant'anni il monaco disegnò motivi ornamentali, soprattutto floreali, di grande effetto. La sistemazione a disegno prestabilito della luminaria presuppone un mese di preparazione. Gli addetti se ne tramandano l'arte di padre in figlio.
Il momento della collocazione delle quattromila lucerne (coppi) è assai curioso. Vi si assiste nel più rigoroso silenzio. È il capomastro a dirigere la "chiamata" del disegno, che consiste nel deporre lentamente i coppi al loro giusto posto. Emozionante è il momento dall'accensione: un gran numero di uomini, molti dei quali ragazzi, appostati lungo la scalinata, attendono il segnale convenuto (è fissato alle 21:30) per accendere gli stoppini con steli di piante secche, chiamati "busi". Le lumera s'accendono all'improvviso, una dopo l'altra, dando vita ad un impressionante serpente di fuoco. L'arazzo ha vita per un paio d'ore, nel corso delle quali una marea di spettatori s'assiepa festosamente ai piedi. In primavera (maggio-giugno), la scala decorata con composizioni floreali: migliaia di piantine in vasetto sono sistemate sui gradini col fine di comporre un determinato tema.

## Opere analoghe
Un'opera simile, la Scalinata Selarón, è stata costruita a Rio de Janeiro agli inizi degli anni novanta dal pittore e ceramista cileno Jorge Selarón.